# Graphomya transitionis
Graphomya transitionis är en tvåvingeart som beskrevs av Arntfield 1975. Graphomya transitionis ingår i släktet Graphomya och familjen husflugor. Inga underarter finns listade i Catalogue of Life.